# La Langue de ma mère (film)
Pour plus de détails, voir Fiche technique et Distribution.
La Langue de ma mère (Sprakeloos) est un film dramatique belge, d'après l’œuvre de Tom Lanoye, réalisé par Hilde Van Mieghem.

## Synopsis
La mère de l'auteur perd sa langue. Celle-ci était tout pour elle...

## Fiche technique
- Titre : La Langue de ma mère (Sprakeloos)
- Réalisation : Hilde Van Mieghem
- Scénario : Hilde Van Mieghem & Bert Scholiers d'après le roman de Tom Lanoye
- Musique : Jef Neve
- Costumes : Sofie Callaerts
- Producteur : Caviar
- Pays d’origine :  Belgique
- Genre : Drame
- Dates de sortie :
  -  Belgique : 15 mars 2017
  -  Pays-Bas : 15 juin 2017

## Distribution
- Stany Crets (nl) : Jan
- Viviane De Muynck : la mère
- Rik Van Uffelen (nl) : le père
- Hans Kesting : Roel
- Marie Vinck : Josée
- Flor Decleir (nl) : Roger